# Казе Вја Саботино (Ређо Емилија)
Казе Вја Саботино је насеље у Италији у округу Ређо Емилија, региону Емилија-Ромања.
Према процени из 2011. у насељу је живело 59 становника. Насеље се налази на надморској висини од 58 м.